# Hibbertia depressa
Hibbertia depressa är en tvåhjärtbladig växtart som beskrevs av Ernst Gottlieb von Steudel. Hibbertia depressa ingår i släktet Hibbertia och familjen Dilleniaceae. Inga underarter finns listade i Catalogue of Life.